# Тин Мурти Бхаван
Тин Мурти Бхаван или Дом Тин Мурти (англ. The Teen Murti Bhavan (Teen Murti House) — является бывшей резиденцией индийского премьер-министра Джавахарлал Неру в Дели, Индия. Джавахарлал Неру проживал здесь на протяжении 16 лет до самой своей смерти 27 мая 1964 года. Здание было спроектировано Робертом Тор Расселом, британским архитектором, который проектировал район Коннот-Плейс, Восточный и Западный дворы Джанпатха в период Британской Индии. Тин Мурти Бхаван был построен в 1930 году как часть новой имперской столицы Индии, Нью-Дели, в качестве резиденции главнокомандующего армии Британской Индии.

Сегодня Тин Мурти размещает разные ведомства, в том числе Мемориальный музей и библиотеку Неру (ММБН), которым заведует Министерство культуры Индии, а председателем Исполнительного совета является доктор Каран Сингх. Комплекс также размещает офисы «Памятного фонда Джавахарлал Неру», основанный в 1964 году под руководством доктора С. Радхакришнана, бывшего президента Индии. В Тин Мурти Бхаван также хранятся множество сувениров из различных стран, в том числе Англии, Непала, Сомали, Китая и прочих.

Помимо этого, в комплексе содержатся «Центр современных исследований» и планетарий им.Неру, открытый в 1984 году.

## Происхождение названия

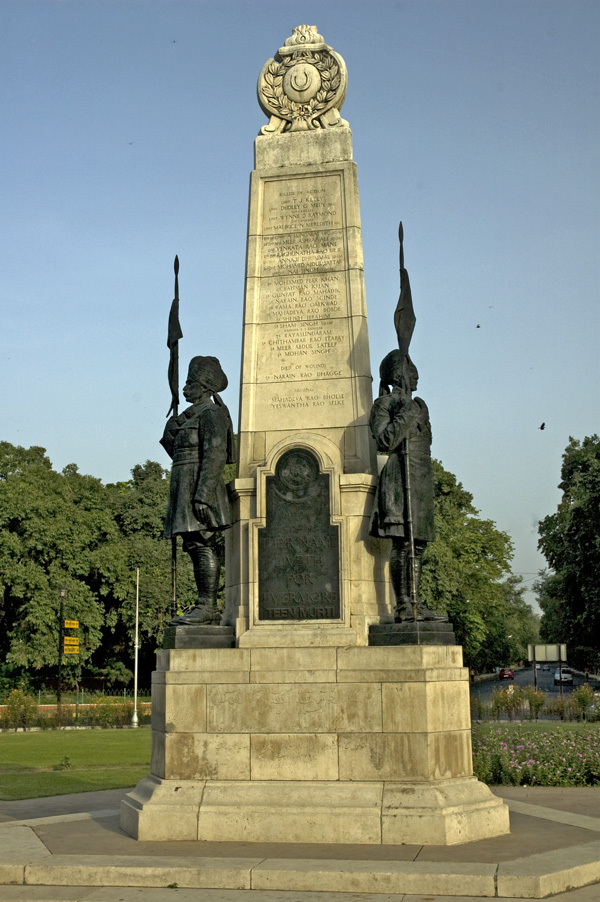
Тин Мурти (три статуи)

Дом назван в честь мемориала Тин Мурти (дословно «три статуи»), выполненного британским скульптором Леонардом Дженнингсом, который располагается на транспортном перекрестке напротив здания. Мемориал, который включает в себя статуи трех военных в реальную величину, был сооружен в 1922 году в память о солдатах Индии из трех княжеств, а именно: Джодхпур, Хайдарабад и Майсур, которые служили нынешним сектору Газа, Израилю и Палестине в период Первой мировой войны под руководством армии Британской Индии.

## История

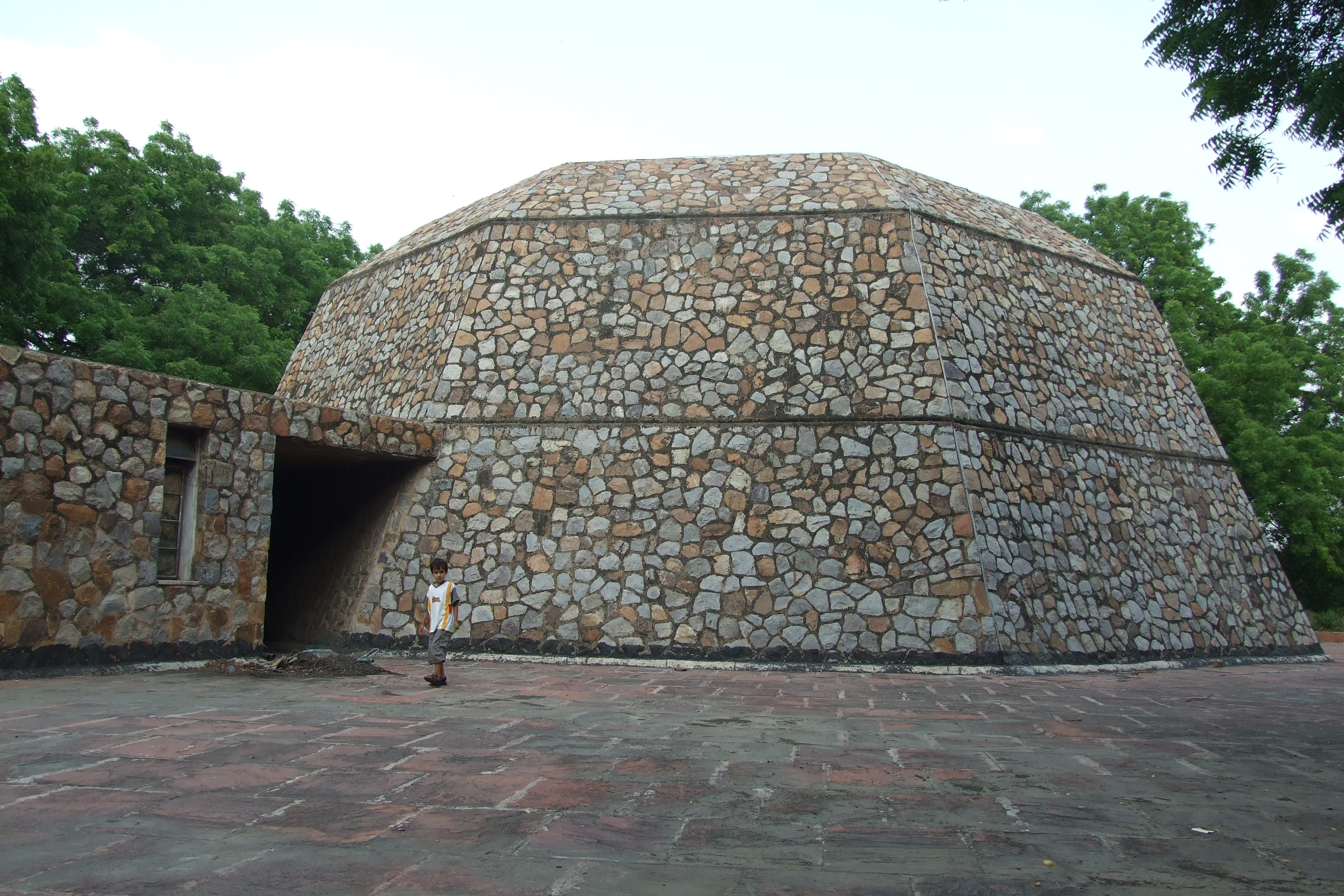
Планетарий Неру, Нью-Дели

Бхаван изначально был известен как «Дом с флагштоком» и являлся резиденцией главнокомандующего армии Британской Индии. Расположенное на территории в 30 акров, здание построено из песчаника и штукатурки и выходит на южную часть Раштрапати Бхаван (Президентского дворца). В здании есть арочный проход, углубленное окно, а на первом этаже находится колонная веранда на заднем плане здания, открывающая вид на лужайку.

После обретения независимости (1947 год) здание стало резиденцией премьер-министра. В 1964 году после смерти Неру дом был преобразован в национальный мемориал, который содержит библиотеку и музей. На сегодняшний день помещение Музея Неру на первом этаже, его офис в южном блоке Министерства иностранных дел, было «восстановлено» с той же мебелью и остальными предметами, которыми он пользовался вместе с некоторыми сувенирами, вещами и свитками.

В комплексе находятся штаб-квартиры Памятного фонда Джавахарлала Неру, основанного в ноябре 1964 года, Мемориальной библиотеки Неру, а также Сообщества Джавахарлала Неру. Мемориальная библиотека Неру считается самой лучшей для предоставления информации о современной истории Индии. Основанная в 1966 году, она работала в самом главном дании, пока нынешнее здание не было открыто на территории комплекса в 1974 году.

Один из четырех планетариев им.Неру в Индии также находится в здании Тин Мурти. Он был основан 6 февраля 1984 года бывшим премьер-министром шримати Индирой Ганди. Театр под открытым небом в планетарии используется для представлений и как выставочная галерея. В сентябре 2010 года планетарий был заново открыт после реконструкции на сумму в 11 миллионов рупий к Играм Содружества 2010 года и получил Королевский Жезл. В планетарии есть оптический звездный проектор Megastar, который может показывать 2 миллиона звёзд.

Недалеко от планетария имени Неру на территории комплекса Бхаван находится Шикаргах, также известный как Кушак Махал, охотничий домик XIV века для правителя Делийского султаната, Фируз Шах Туглака (1351-1388). Сооруженная на высокой площадке из бутовой кладки и снабженная лестницей, близлежащая квадратная структура состоит из трёх открытых бухт, которые содержат арки. Каждая из этих бухт делится на три отсека. Крепость Фируз Шаха, Фируз Шах Котла, расположена дальше вдоль берега реки Ямуна. Правда, карта Дели 1912 года указывает на поток, который протекает через крепость в сторону Ямуны. На сегодняшний день мемориал охраняется Археологической службой Индии (АСИ), а близлежащая улица Кушак названа в честь него.